# Helicopsyche selanderi
Helicopsyche selanderi är en nattsländeart som beskrevs av Ross 1956. Helicopsyche selanderi ingår i släktet Helicopsyche och familjen Helicopsychidae. Inga underarter finns listade i Catalogue of Life.